# Karin Mattisson
Karin Mattisson, född 1967 i Järfälla församling i Stockholms län, är en svensk journalist och tv-programledare. Karin Mattisson arbetade tidigare på Göteborgs-Posten i tio år, där hon var redaktör för dess helgmagasin Två dagar. Sedan 2006 är hon anställd på Sveriges Televisions samhällsredaktion, och sedan hösten samma år är hon programledare för samhällsmagasinet Uppdrag granskning, tidigare tillsammans med Janne Josefsson och senare med Pelle Westman.
2011 nominerades hon till Stora journalistpriset, i kategorin "Årets Avslöjande", för Uppdrag granskning-reportage om medicinsk turism. 2017 tilldelades hon Publicistklubben Västras stora pris med motiveringen att ha bidragit med flera av de viktigaste granskningarna genom åren, med särskilt omnämnande av ett reportage i mars 2017 om barn som utsattes för övergrepp av FN:s fredsbevarande styrkor.
Mattisson arbetade som barnsköterska innan hon blev journalist. Hon är gift och har två barn.